# Élodie Manach
Élodie Manach, née le 27 février 1990 à Brest, est une joueuse de handball française évoluant au poste d'ailière gauche ou de demi-centre.

## Biographie
Formée au HBC Brest Pen Ar Bed depuis 2005, elle participe au doublé championnat-coupe de la Ligue en 2012 avec Arvor 29. Elle reste au club après son dépôt de bilan et sa rétrogradation en Nationale 1 et en devient la capitaine et leader.
Elle est régulièrement sélectionnée en équipe de France junior avec qui elle participe au championnat d'Europe junior en 2009 et au championnat du monde junior en 2010.
Enceinte, elle est forfait pour la saison 2016-2017. Elle fait son retour en équipe première pour la saison 2017-2018,.
À l'issue de la saison 2018-2019, elle met un terme à sa carrière.
Elle est depuis 2021, salariée dans son club formateur le Gouesnou Handball.

## Palmarès

### En club
compétitions nationales
- championne de France en 2012 (avec Arvor 29)
- vainqueur de la coupe de la Ligue en 2012 (avec Arvor 29)
- vainqueur de la coupe de France en 2016 et 2018 (avec Brest Bretagne Handball)
- championne de France de deuxième division en 2008 et 2016 (avec Arvor 29)
- championne de France de Nationale 1 en 2014 (avec HBC Brest Pen Ar Bed)
- finaliste de la Coupe de la Ligue en 2011 (avec Arvor 29)

### En équipe nationale
équipe de France junior
- 13e place du championnat du monde junior en 2010
- 5e place du championnat d'Europe junior en 2009